# Vooruitstrevende Constitutionalistische Partij
De Vooruitstrevende Constitutionalistische Partij (Spaans: Partido Constitucional Progresista, PCP) was een politieke partij in Mexico.
De PCP werd opgericht op 17 juli 1911, na het omverwerpen van de dictator Porfirio Díaz door Francisco I. Madero. Voor de presidentsverkiezingen van november dat jaar wilde Madero José María Pino Suárez als zijn vicepresidentskandidaat, doch de Nationale Antiherverkiezingspartij (PNA) wilde Francisco Vázquez Gómez als presidentskandidaat behouden. Om die reden richtte Madero een nieuwe partij op. Onder de stichters van de PCP bevonden zich Gustavo A. Madero, José Vasconcelos, Alfredo Robles Domínguez, Roque Estrada, Eduardo Hay, Jesús Flores Magón, Heriberto Frías en Roque González Garza. Voorzitter van de partij was Victor Moya Zorrilla.
Madero, wiens kandidatuur door alle partijen werd gesteund, won de presidentsverkiezingen en Pino Suárez de vicepresidentsverkiezingen. De PCP werd na de Antiherverkiezingspartij de grootste in het Congres van de Unie. De partij verdween na de staatsgreep van Victoriano Huerta in 1913.
PAN · PRI · PVEM · PT · MC · Morena